# (1352) Wawel
(1352) Wawel – planetoida z grupy pasa głównego asteroid okrążająca Słońce w ciągu 4 lat i 231 dni w średniej odległości 2,78 au. Została odkryta 3 lutego 1935 roku w Observatoire Royal de Belgique w Uccle przez Sylvaina Arenda. Nazwa planetoidy pochodzi od krakowskiego zamku na wzgórzu Wawel. Przed nadaniem nazwy planetoida nosiła oznaczenie tymczasowe (1352) 1935 CE.